# 死刑執行人もまた死す
『死刑執行人もまた死す』（しけいしっこうにんもまたしす、原題：Hangmen Also Die! ）は、1943年のアメリカ合衆国のサスペンス映画。監督はナチスに追われてドイツからアメリカ合衆国に亡命したフリッツ・ラング。出演はブライアン・ドンレヴィ、ウォルター・ブレナン、アンナ・リーなど。
ナチス・ドイツ占領下のチェコ（ベーメン・メーレン保護領）で1942年に実際に起きた、ナチス・ドイツのベーメン・メーレン副総督、ラインハルト・ハイドリヒの暗殺事件「エンスラポイド作戦」から着想を得ており、反ナチ・レジスタンス映画の屈指の傑作とされる一方で、史実を変えて国民を鼓舞する典型的なプロパガンダ作品でもある。
当初は120分版だったが、134分の完全版が1987年に公開されている。

## ストーリー
ベーメン・メーレン保護領、プラハ。「死刑執行人」の異名でプラハ市民に恐れられていた副総督、ラインハルト・ハイドリヒがレジスタンスに暗殺される（エンスラポイド作戦）。事件を受け、秘密警察ゲシュタポは、チェコの名望家らを次々に拘束するなど、目的のために手段を選ばないやり方で暗殺犯の捜索に躍起になる。そんな中、副総督の暗殺犯・スヴォボダの逃走を目撃し、成り行きから手助けをした若い女性、マーシャは、彼とたまたま再会し、「友人のヴァニヤック」と偽って自宅にかばう。
スヴォボダの居場所を突き止めつつあったゲシュタポは、新たにマーシャの父親・ノヴォトニー教授を拘束する。さらにこれまでの人質を毎日3人ずつ死刑に処し、姿を見せないスヴォボダに対し、ラジオ放送を通じて自首を要求する。マーシャ自身も何度も一時留置を繰り返される。ゲシュタポ内の面会室でマーシャと再会した教授は「自由は闘って勝ち取るものだ」と語り、マーシャを責めなかった。
一方、レジスタンスのリーダー、デディッチがマーシャに接近し、ともにナチス・ドイツと戦うよう申し入れる。やがてレジスタンスたちは、メンバーのチャカが、ナチ当局に捜査のための名望家リストを売っていた事実を突き止める。しかし先手を打ったチャカが集合場所にゲシュタポを潜ませていたため、ほとんどのメンバーが逮捕されてしまう。ゲシュタポから逃れたデディッチはスヴォボダの経営する病院に駆け込み、人質解放のためのある作戦を提案する。
ゲシュタポは人質処刑の頻度を1日ごとから2時間ごとに変更する。その日の昼マーシャは、チャカが常連にしているレストランに向かい、衆人環視の中でチャカに向かって「あなたが副総督を暗殺した」と叫び、ゲシュタポに連行させる。そしてあらかじめ口裏を合わせた偽の通報者を署内に送り込み、「チャカによる暗殺を目撃した」と次々と証言させる。暗殺の罪を押し付けられたチャカは反論のために拘束中のレジスタンスのメンバーの召喚を要求するが、ことごとく処刑されたあとだった。なりふり構わなくなったチャカは、続いて協力者であるゲシュタポのグリューバー警部を呼ぶよう要求する。その頃グリューバー警部はスヴォボダらに倒され、その死体をチャカの自宅に置かれる工作を加えられていた。チャカは二重スパイとみなされ、即日銃殺される。
こうして事件は解決したが、ノヴォトニー教授を含む人質は全員処刑されていた。マーシャたちは彼らの合同葬を開く。スヴォボダは輪に加わらず、葬儀の様子を遠巻きに眺める。一方、ベルリンのナチ当局は、その後の調査でチャカが真犯人でないことを突き止めるが、政府の体面のために一連の事件の責任をチャカに押し付けてすべての捜査を終結させた。（※「NOT The End」の字幕が表示される。）

## キャスト
フランツ・スヴォボダ医師＝カレル・ヴァニヤック
演 - ブライアン・ドンレヴィ
暗殺犯。レジスタンスのメンバー。逃亡のため建築士のヴァニヤックと身分を偽り、マーシャにかくまわれる。
シュテファン・ノヴォトニー教授
演 - ウォルター・ブレナン
マーシャの父。大学教授であったがナチ占領後に罷免された。
マーシャ・ノヴォトニー
演 - アンナ・リー
町で出会ったスヴォボダをかくまう女性。
エミール・チャカ
演 - ジーン・ロックハート
ビール会社の経営者。レジスタンスのメンバーであるが、正体はゲシュタポの協力者（第五列）。
ヤン・ホラク
演 - デニス・オキーフ
マーシャの婚約者。捜査を逃れる「ヴァニヤック」がマーシャと恋人同士であることを装わざるを得なくなったため、婚約を解消しようとするが、スヴォボダ逮捕の協力を仰いで接近してきたグリューバーの態度から真相をさとる。
アロイス・グリューバー警部
演 - アレクサンダー・グラナック
ゲシュタポの捜査官。レジスタンス解体工作のため、チャカに資金を提供する。スヴォボダの医院に踏み込んだところ、返り討ちに絞殺される。
リュドミラ・ノヴォトニー
演 - マーガレット・ワイチャーリイ
マーシャの叔母。
クルト・ハース署長
演 - トニオ・セルヴァルト
プラハ・ゲシュタポの署長。グリューバーらとチャカの協力を知らず、レジスタンスの証言どおりにチャカを暗殺犯として検挙する。
デディッチ
演 - ジョナサン・ヘイル
レジスタンスのリーダー。
ラインハルト・ハイドリヒ副総督
演 - ハンス・ハインリッヒ・フォン・トワルドフスキー
ベーメン・メーレン保護領副総督。
ヘリー・ノヴォトニー
演 - ナナ・ブライアント
マーシャの母。
ベーダ・ノヴォトニー
演 - ウィリアム・ロイ
マーシャの弟。
リッター
演 - ラインホルト・シュンツェル
プラハ・ゲシュタポの副署長。
ドヴォラック夫人
演 - サラ・パデン
ノヴォトニー家の近所で青果店を開いている。マーシャとともにスヴォボダの逃走を目撃する。ゲシュタポに連行され、「ヴァニヤック」がノヴォトニー家に出入りしていることを吐かされる。
バルトーシュ
演 - バイロン・フォルガー
レジスタンスの副リーダー。
ニミッツ夫人
演 - ヴァージニア・ファーマー
ノヴォトニー家の近所で下宿屋を経営している。冒頭場面でスヴォボダをかくまうことを拒否するが、終盤ではレジスタンスに協力し、チャカを陥れる偽の証言者のひとりとなる。

## 作品の評価

### 映画批評家によるレビュー
Rotten Tomatoesによれば、13件の評論のうち、85%にあたる11件が高く評価しており、平均して10点満点中7.82点を得ている。

### 受賞歴
- ヴェネツィア国際映画祭特別賞（1946年）

## 関連作品
エンスラポイド作戦を題材とした映画。
- ヒットラーの狂人
- 暗殺
- 抵抗のプラハ
- 暁の7人
- ハイドリヒを撃て!「ナチの野獣」暗殺作戦
- ナチス第三の男